# Spirální stabilizace páteře
Spirální stabilizace páteře – SPS (též spirální stabilizace páteře, SM systém, Stabilizace a mobilizace páteře - SMS) je metoda cvičení vyvinutá českým lékařem Richardem Smíškem. Metoda stabilizuje a mobilizuje páteř [zdroj⁠?!], je založena na procvičování dlouhých svalových řetězců ve tvaru spirál, které protahují páteř směrem vzhůru a vyrovnávají ji do centrální osy. Integruje posilování, protahování a nácvik koordinace pohybu. Cvičení slouží k prevenci a léčbě problémů s páteří [zdroj⁠?!], například výhřezu meziobratlové ploténky. Metoda je vyučována a aplikována v Česku, Slovensku, Německu, Itálii, Anglii, Švédsku, Finsku, Jižní Koreji, Španělsku, Polsku [zdroj?]. V Česku na Fakultě sportovních studií Masarykovy univerzity v Brně.
Základní pomůckou při cvičení je elastické lano. Využívá se také balanční podložka a pro náročnější cviky pak dvojice opěrných tyčí.

## Hlavní principy metody
- popisná anatomie svalových řetězců
- funkce svalových řetězců dělí svalové řetězce na spirální dynamické, která stabilizují pohyb, a vertikální klidové, které stabilizuji klidovou pozici
- trénink svalových řetězců, který umožňuje propojit spirální svalové řetězce v době pohybu a utlumit vertikální řetězce, které pohybu brání.

## Využití metody

### Léčba
- léčba poruch páteře, především léčba výhřezu meziobratlového disku
- léčba potíží po nezdařených operacích páteře (FBS, failed back surgery syndrom)
- léčba skoliózy
- léčba poruch chůze, kloubů dolních končetin, artróza kyčle, kolene, plochá noha, vbočený palec

### Prevence fitness a Wellness
- cvičení pro páteř
- cvičení pro kardiovaskulární trénink
- cvičení aktivní relaxaci, prevence přetížení stresem, únovové stavy

### Sport
- kondice, zrychlení běhu
- regenerace po sportovních výkonech
- prevence a kompenzace jednostranného přetížení sportem
- léčba sportovních úrazů a přetížení

### Mobilní aplikace
Ke cvičení Spirální stabilizace byla vytvořena také mobilní aplikace Spiralista.